# 河洛埠（中德生态园）站
河洛埠（中德生态园）站是青岛地铁6号线的地铁车站，位于中华人民共和国山东省青岛市黄岛区团结路与太白山路交叉口南侧，于2024年4月26日开通。

## 车站结构
河洛埠（中德生态园）站位于团结路与太白山路交叉口南侧，沿团结路路南设置，呈东西走向，为地下两层岛式站台车站，车站长230米，车站地下一层为站厅层，地下二层为站台层，站台设置全高站台门。
| 地面              | 出入口 | A、B、C出入口 |
| 地下一层          | 站厅   | 客服中心、自动售票机、验票机 |
| 地下二层          | 站台   | \| \| \| 6号线往横云山路（山王河（福莱社区）） \| \| 島式 · 開左邊车门 \| \| \| \| \| \| 6号线往灵山湾（青岛九中（幸福小镇）） \| |
|                   |        | 6号线往横云山路（山王河（福莱社区））                                                                                             |
| 島式 · 開左邊车门 |        | |
|                   |        | 6号线往灵山湾（青岛九中（幸福小镇））                                                                                             |

## 出入口
河洛埠（中德生态园）站共设3个出入口，各出口及周围设施如下所示：
| 编号                | 指示                     | 建议前往的目的地       | 图片 |
| ------------------- | ------------------------ | ---------------------- | ---- |
| A · 出口            | 团结路(南)               | 青岛中德生态园礼贤学校 |      |
| B · 出口            | 团结路(北)，太白山路(西) |                        |      |
| C · 出口 · （设有） | 团结路(北)，太白山路(东) |                        |      |
| 图例： 设有         |                          |                        |      |

## 接驳交通

### 公交车
- 中德生态园：K3路，黄岛26路，黄岛26路西海岸综合保税区线，黄岛812路，黄岛K19路

## 车站历史
本站工程名为河洛埠站，公示站名为中德生态园站，正式站名为河洛埠（中德生态园）站，以车站所处的河洛埠社区与中德生态园命名。
- 2021年3月23日，车站主体结构施工开始。
- 2022年9月7日，车站装配式拼装完成[5]。
- 2024年4月26日，车站随6号线一期通车开通[1]。